# Wilhelm Reich
Wilhelm Reich (Dobzau, 24 marzo 1897 – Lewisburg, 3 novembre 1957) è stato un medico, psichiatra e psicoanalista austriaco naturalizzato statunitense.

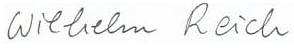
Firma di Reich

Allievo di Sigmund Freud, divenne noto per le sue ricerche sul ruolo sociale della sessualità, per i suoi studi sul rapporto fra autoritarismo e repressione sessuale, nonché per la sua teoria sulla cosiddetta "energia orgonica". Arrestato dall'FBI poiché un collega aveva trasportato materiale del loro laboratorio attraversando il confine tra due stati, violando pertanto una legge federale, fu assolto da queste accuse, ma fu condannato lo stesso per oltraggio alla corte a due anni di carcere senza condizionale; morì per un malore in prigione nel 1957, una settimana prima della prevista libertà sulla parola.

## Biografia

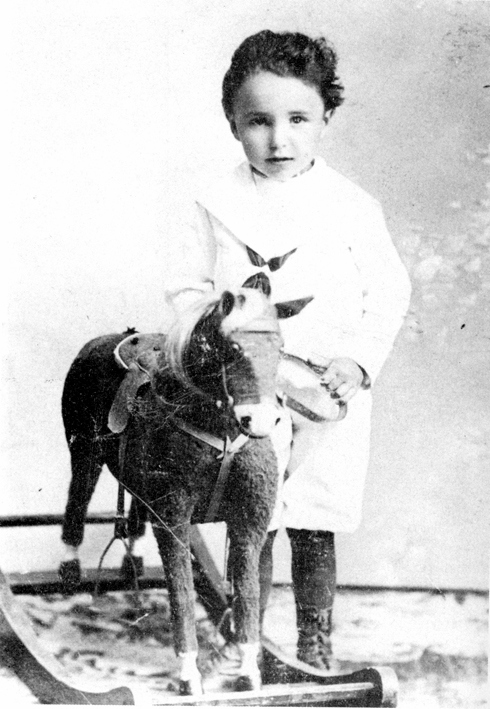
Reich a tre anni

Reich nacque a Dobzau, oggi Dobrjanyči in Ucraina, nell'oblast' di Leopoli, all'epoca un piccolo villaggio ai limiti dell'Impero austro-ungarico. La famiglia di Reich era benestante e il padre non fece frequentare ai propri figli le scuole pubbliche, bensì li fece istruire da un tutore privato. I Reich erano di origine ebraica, ma non diedero ai figli un'educazione religiosa, né appartennero mai a movimenti religiosi, assicurando loro la libertà di pensiero.
Nel 1910, a tredici anni, informò il padre della relazione tra il proprio tutore e la madre. Poco dopo la madre si suicidò probabilmente come risposta ai pestaggi quotidiani da parte del marito dopo quella scoperta. Quattro anni dopo morì anche il padre e Wilhelm, diciassettenne, si fece carico dell'impresa familiare e dei possedimenti agricoli, che perse poi con la guerra. Finita la guerra si iscrisse a giurisprudenza presso l'Università di Vienna, ma poco dopo passò a Medicina, ove si laureò nel 1922 dopo quattro anni di corso anziché sei, come era consentito ai reduci di guerra. In questo periodo mantenne il fratello minore, che morirà ventiseienne, dando ripetizioni agli studenti universitari.

### I primi studi
Nel 1919, al secondo anno di questo cursus studiorum, organizzò un seminario di sessuologia, ritenendo che la materia fosse il punto debole della facoltà ed invitò anche alcuni psicoanalisti. Nello stesso anno, grazie alla stima che dimostrò per lui Paul Federn, divenne membro della Società Psicoanalitica di Vienna, fondata da Freud, Adler, Kahane, Reitler e Stekel e già nel 1919 iniziò a trattare pazienti.
Nel 1922, anno della laurea, sposò Annie Pink, famosa psichiatra, inizialmente sua paziente come il discepolo Alexander Lowen e iniziò a lavorare nella Clinica Psicoanalitica fondata proprio quell'anno da Freud. Tra il 1924 e il 1930, ormai professore, insegnò all'Istituto di Formazione Psicoanalitica di Vienna. Nel 1925 pubblicò un libro, Il carattere pulsionale, sulla psicopatologia dell'Io. In esso confrontava un panel di nevrotici con inibizioni pulsionali con uno composto da soggetti pulsionalmente disinibiti (affetti cioè da disturbi borderline). Fu qui che per la prima volta si accorse che alcuni problemi avevano una relazione con la condizione sociale dei pazienti (Cfr. Erich Fromm).

### Psicoanalisi e politica

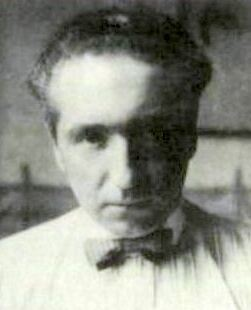
Wilhelm Reich nel 1922 circa

La stima di Freud per Reich aumentò progressivamente fino al 1927, anno della sua iscrizione al Partito Comunista di Germania e della pubblicazione del libro La funzione dell'orgasmo, libro dedicato a Freud stesso. Il libro poneva Reich in contrapposizione con i colleghi e proprio a causa del rifiuto da parte di Reich della 'pulsione di morte' da poco teorizzata da Freud, venne escluso dalla Società Psicoanalitica Viennese dallo stesso Freud. Si allontanava inoltre dalle scoperte di Freud sulla plasticità della libido ed i Tre saggi sulla teoria sessuale, che definiscono lo sviluppo sessuale umano dalla nascita alla maturità, negando la 'fase di latenza' del bambino e riconducendola a inibizioni socio-culturali. Reich spesso a sostegno delle sue considerazioni, richiama nei suoi scritti le teorie e le osservazioni etnografiche di Bronisław Malinowski sulla comunità trobriandese.
In questo periodo maturò in Reich la convinzione che vi fosse un nesso tra repressione sociale e repressione della sessualità (idea ripresa da Marcuse in Eros e Civiltà), differenziandosi in questo da Freud, il quale, da sempre interessato all'aspetto sociale delle nevrosi, a partire dalla scoperta del complesso di Edipo, nel processo di sviluppo della psicoanalisi dalla contrapposizione tra istinto di conservazione e istinto sessuale, era pervenuto al dualismo tra amore e odio.
Il dualismo tra Eros e Thanatos, al quale Freud poteva finalmente ricondurre i fenomeni del sadismo e del masochismo, fu respinto con vigore da Reich, affermando egli una predisposizione della libido a disporsi con bontà e amore, quando potesse svilupparsi senza repressione.
Reich affermava: "fondamentalmente la vita è semplice, la complica solo la struttura umana quando è caratterizzata dalla paura di vivere", invertendo così i termini freudiani, che afferivano alla paura della morte.

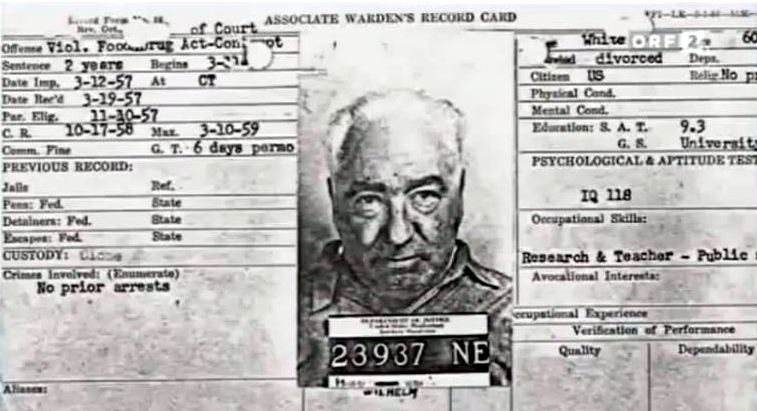
Scheda segnaletica di Wilhelm Reich compilata dagli agenti penitenziari federali (1957)

Nel 1930 Reich emigrò in Germania e si stabilì a Berlino, si iscrisse al KPD e nel suo ambito fondò l'Associazione per una politica sessuale proletaria (Sexpol); scopo dell'associazione era promuovere l'educazione sessuale dei giovani della classe operaia, indirizzandola in senso rivoluzionario e anticapitalistico.
Nel 1921, con la pubblicazione di Massenpsychologie und Ich-Analyse, Freud aveva proseguito nell'analisi dei meccanismi sociali iniziata circa 10 anni prima con Totem e Tabù. Nel 1930–1933 Reich, partendo dalle scoperte di Freud, scriveva Massenpsychologie des Faschismus (Psicologia di massa del fascismo) nel tentativo di fondere le acquisizioni psicoanalitiche e del carattere con gli studi e le osservazioni sociali condotte, arrivando a definire la struttura psicologica degli individui e delle masse che soggiacciono al potere dispotico del nazi-fascismo e dei dittatori in genere.
Nel 1933 Reich ruppe col Partito comunista tedesco. L'associazione Sexpol aveva cominciato a elaborare una forte critica all'involuzione burocratico-autoritaria e al conservatorismo in materia di morale sessuale, cui anche la KPD aveva soggiaciuto per effetto dell'egemonia di Stalin.

### Fuga negli Stati Uniti
L'ascesa al potere di Hitler costrinse Reich a lasciare Berlino e a ridursi esule in Austria e in Scandinavia. Le sue opere furono messe al bando dai nazisti e Reich, di origine ebraica, decise di fuggire trasferendosi nel 1939 negli Stati Uniti d'America, dove continuò le sue ricerche volte a trovare la cura per malattie come il cancro.
A metà degli anni Trenta Reich finì per sostenere di avere scoperto, durante i suoi studi sull'orgasmo nell'ambito della psicologia, un'energia cosmica, che chiamò orgonica, asserendo che fosse contenuta nell'atmosfera e nella materia vivente. In mancanza di prove, questa sua opinione non fu mai accettata dal mondo scientifico.

### Processo e condanna

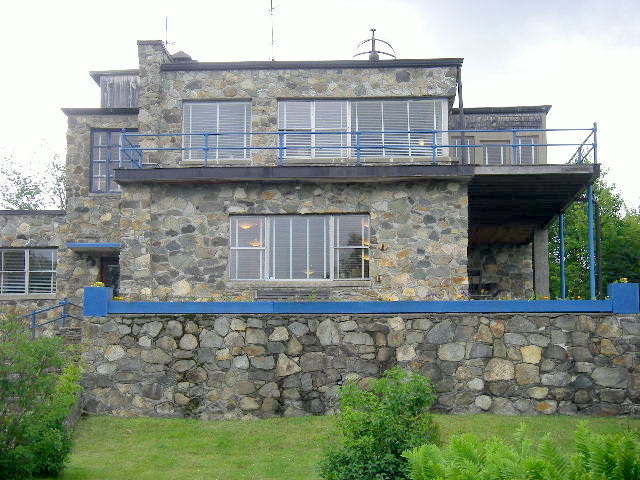
Il Museo Reich presso l'abitazione

Nel 1947, a seguito di una serie di articoli sull'energia orgonica pubblicati su The New Republic e Harper's, la Food and Drug Administration (FDA), che aveva iniziato a investigare sulle affermazioni di Reich sulla "terapia orgonica", ne impedì la promozione come trattamento medico e il tribunale censurò le opere di Reich in toto (comprese le pubblicazioni precedenti al 'periodo americano' e quindi di stampo puramente psicoanalitico). Tra il 1947 e il 1951 condusse il progetto ORANUR.
Processato per violazione di quel divieto, Reich si difese da solo, inviando al giudice le proprie pubblicazioni; alla fine fu condannato a due anni di reclusione per oltraggio alla corte, ma non per frode medica, accusa da cui venne assolto.
Negli ultimi anni Reich cominciò a soffrire di paranoie e apparenti squilibri psicologici, probabilmente in seguito alle ripetute persecuzioni o quelle che lui riteneva tali. Anche il clima politico anticomunista del maccartismo non giovò alla sua salute e alla sua posizione pubblica.

### Morte
Arrestato dall'FBI l'11 marzo 1957 e internato in un carcere federale del Connecticut e poi in quello di Lewisburg in Pennsylvania, continuò comunque a scrivere; lo psichiatra della struttura, che lo visitò più volte, gli diagnosticò sintomi psicotici come manie di persecuzione. Reich morì in prigione per un attacco cardiaco otto mesi dopo, il 3 novembre 1957, pochi giorni prima del suo rilascio sulla parola (previsto per il 10 novembre, dopo che aveva scontato circa un terzo della pena comminata).
Il certificato di morte riporta che morì per "insufficienza cardiaca con un infarto miocardico acuto associato ad uno stato di arteriosclerosi generale e sclerosi delle arterie coronarie". Il figlio Peter lamentò la misteriosa scomparsa di alcuni manoscritti importanti, redatti dal padre durante la prigionia. I funerali si svolsero nella sua tenuta denominata Orgonon, comprendente anche la casa-laboratorio e situata a Rangeley (Maine), dove venne sepolto e dove oggi ha sede il Wilhelm Reich Museum. La figlia Eva ha seguito le orme del padre divenendo medico e psicoanalista.

## Pensiero Funzionale
L'evoluzione del pensiero di Reich è illustrata da lui stesso nello scritto 'La Funzione dell'Orgasmo' nel quale egli ripercorre la sua biografia scientifica e cerca di chiarire come pervenne alle sue originali e - letteralmente incredibili e presunte - scoperte. Egli delega nel testo al lettore la possibilità di districarsi nella complicata maglia socio-politico-antropologica che sottende ai suoi studi e alle sue ricerche.
Nella sua opera come psicoterapeuta egli si spostò sempre di più da un approccio psicoanalitico classico ad uno somato-psichico (definito da Reich 'vegetoterapia analitico-caratteriale') fino ad una visione esclusivamente somatica detta 'orgonomia' o più propriamente 'terapia orgonomica'. L'approccio verbale appreso durante il suo passato da psicoanalista rimaneva indispensabile sia per la relazione col paziente sia per la terapia in senso stretto. Questo passaggio da un approccio psicologico ad uno somatico viene descritto nei libri 'L'analisi del carattere' e 'Biopatia del cancro'.
Partendo dal principio che in ogni individuo dovesse essere residuata una traccia del primitivo contatto con il proprio 'nucleo vitale originario' (tale traccia seppur piccola e nascosta, viene ritenuta ancora recuperabile), Reich vedeva come priorità etica da parte del medico, quella di effettuare una educazione precoce (a partire dall'infanzia, ove possibile) ad una corretta igiene sessuo-affettiva per far loro recuperare un contatto con tale 'nucleo vitale' più profondo, esprimere e liberare le energie vitali 'bloccate' dalla cosiddetta 'armatura caratteriale'.
Tutto il pensiero di Reich, da lui stesso definito 'Pensiero Funzionale', lo condusse a intraprendere una carriera scientifica tesa alla ricerca, non solo di un principio unificatore della realtà, ma soprattutto rivolta a ridefinire una condizione di salute psichica globale, culturalmente e politicamente codificata e salvaguardata. Gli studi di Reich sono stati tra i primi a tendere ad un approccio bio-psico-sociale in ambito psichiatrico, ponendo l'attenzione alla tematica della povertà, delle differenze di classe e di genere e soprattutto delle risorse per accedere ad una salute sessuo-affettiva da parte dei giovani.

La terapia 'reichiana' si può considerare come una rieducazione/riabilitazione del sistema nervoso autonomico, che attraverso esercizi e tecniche somatiche o somato-psichiche, viene rimesso nelle condizioni di essere asservito alla salute globale dell'individuo (funzione biologica originaria che viene perduta proprio a causa delle inibizioni, dei traumi e delle violenze culturalmente tramandate all'interno dei nuclei familiari e che si autoriproducono di generazione in generazione impedendo agli esseri umani di potere svincolarsi da un sistema di tradizioni patriarcali che riproduce, non solo i propri costumi, ma soprattutto la 'peste emozionale' e gli stessi prototipi di carattere patologico negli individui. Interrompere questo circolo vizioso, per Reich significa emancipare la società da una condizione patologica, anti-igienica e anti-ecologica che si protrae e riproduce da millenni nella cultura occidentale. Nelle sue stesse parole:
Superai il mio timore delle azioni dei malati e scoprii un mondo insospettato. In fondo al meccanismo nevrotico, dietro tutte le fantasie e gli impulsi pericolosi, grotteschi e irrazionali, trovai che una parte della loro natura era rimasta semplice, spontanea e pulita.

### Rapporti con le teorie freudiane
Come Freud, Reich era un assertore della sessualità come elemento centrale della psicanalisi; alla base della teorizzazione reichiana vi erano i postulati appartenenti al primo periodo di ricerca di Freud, che riteneva di aver scoperto la libido pulsione "energia vitale", ovvero la "forza motrice somatopsichica". Reich la interpreta come un fenomeno fisico, come bio-elettricità che scorre nel corpo umano (e poi come “energia orgonica” a livello cosmico). Nel suo pensiero diviene quindi centrale il concetto di “potenza orgastica”, ossia la capacità di abbandonarsi allo spasmo involontario dell’organismo, all’acme dell’atto sessuale, e di scaricare completamente l’eccitazione. Tale scarica impedisce la formazione di conflitti psichici e blocchi energetici (“ingorgo sessuale”) responsabili delle nevrosi.

#### Allontanamento da Freud
Vi sono diversi aspetti che hanno allontanato Reich dal suo maestro.

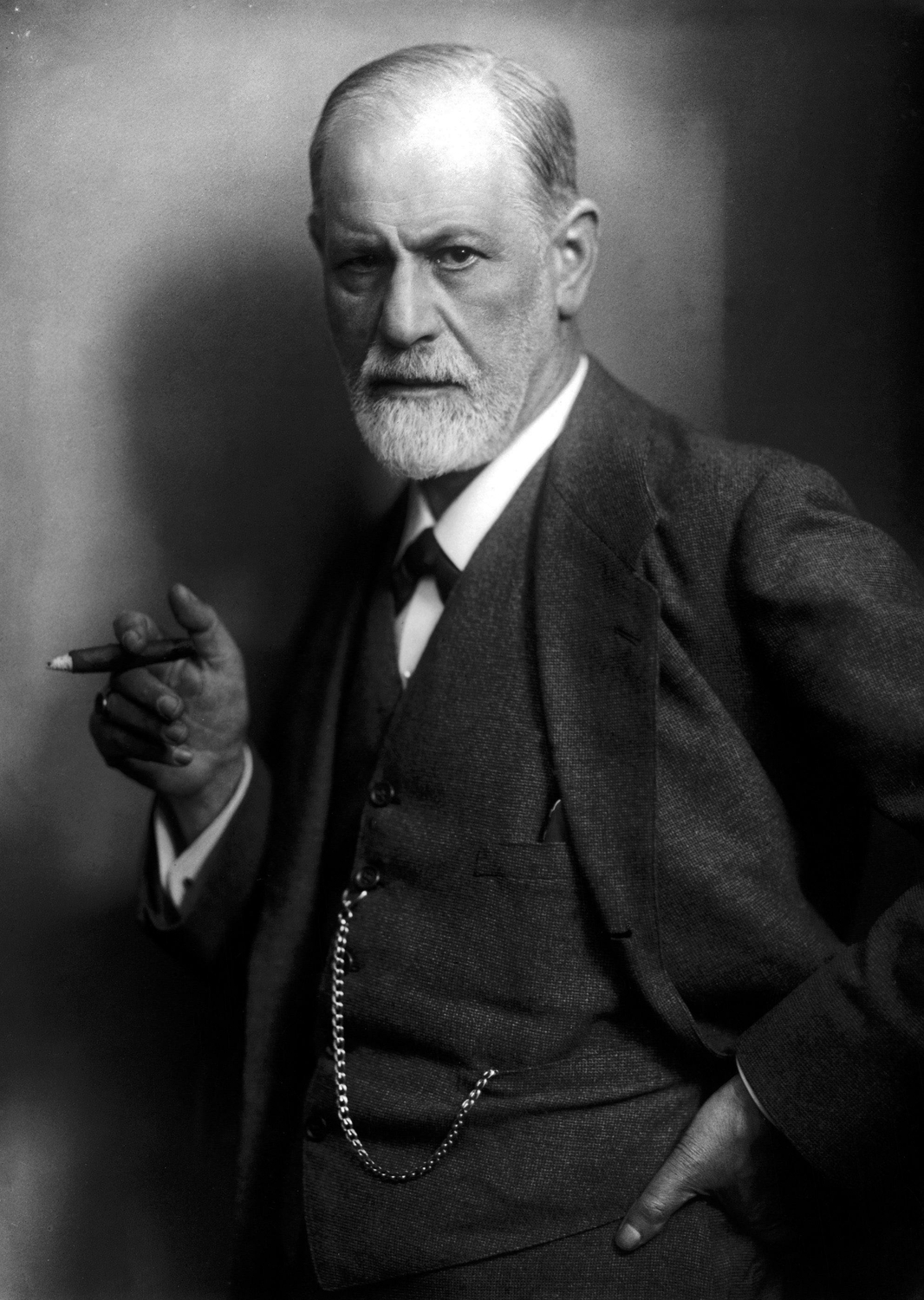
Sigmund Freud

Reich rifiuta la teoria della pulsione di morte: mentre Freud, nell'evoluzione della concezione dualistica degli istinti (prima contrapposta tra istinto di conservazione e istinto sessuale), ritiene che questa pulsione (che tende a portare nello stato di quiete la materia vivente) sia radicata nell'essenza di tutti gli esseri animati, come la mantide religiosa e altri, nei quali l'atto di fecondazione porta alla morte. Per Reich si tratta di una pulsione secondaria rispetto all'unico istinto primario che per lui è e rimane quello "vitale", deducendo che sadismo e masochismo fino all'autodistruzione derivano dalla nevrosi, dalla distorsione e corruzione delle "funzioni naturali" connaturate all'individuo.
Anche la lontananza fisica e il contatto con altre culture hanno allontanato i due scienziati. Durante il periodo che trascorse a Oslo Reich condusse diversi esperimenti per sbloccare le tensioni muscolari psicosomatiche, ritenendo che una terapia della mente non potesse prescindere da una cura del corpo. Questa teoria sarà sviluppata dal suo discepolo Alexander Lowen, i cui metodi hanno incontrato un successo ben maggiore di quelli del suo «geniale maestro», come ebbe a dire lo stesso Lowen.
Freud andava sperimentando che una psicoterapia efficiente, salvo casi di nevrosi difficili quali le sindromi maniaco-depressive e forme di schizofrenia e paranoia grave, era possibile ottenerla con gli strumenti messi a punto progressivamente dalla psicoanalisi. Abbandonata l'ipnosi, che aveva appreso da Charcot a Parigi, era passato alle associazioni libere, all'analisi dei sogni e degli atti mancati, all'analisi della nevrosi di transfert - il rapporto che si sviluppa attraverso fasi positive e negative nella relazione tra paziente e analista - tutto ciò conducendo all'abreazione risolutiva dei traumi instauratisi nella mente del paziente, intesi come veri e propri blocchi dell'energia psichica che "gira a vuoto" producendo sofferenze. Nella pratica, come affermava Freud, si trattava di rendere coscienti processi inconsci deleteri, conducendo ad un allargamento della coscienza, laddove prima c'era l'inconscio.
Secondo Reich la scoperta dei "blocchi psichici" poteva essere facilitata dall'eliminazione dei "blocchi fisici", poiché alla corazza caratteriale corrisponde una corazza somatica. Con tali studi Reich si pone come precursore della medicina psicosomatica.

### La sessualità e il concetto dicorazza

#### La funzione dell'orgasmo
Sulla base delle osservazioni fatte durante la psicoanalisi dei suoi pazienti, Reich avvertì la necessità di dare una spiegazione alle esigenze sessuali degli individui e la trovò nella riproposizione della dualità corpo/energia, ritenendo di aver individuato il principio funzionale in base al quale la carica energetica naturale che alimenta ogni organismo vivente presto o tardi deve essere scaricata. Secondo Reich la funzione erettile non sarebbe altro che l'espressione meccanica dell'accumulo di energia - da cui la distinzione tra "orgasmo genitale" (l'eiaculazione) e orgasmo sessuale (la scarica di energia in eccesso): la pratica dell'amplesso porterebbe l'organismo ad accumulare la massima quantità possibile di energia sino al raggiungimento dell'acme sessuale, quando grazie all'orgasmo questa sarebbe scaricata con la conseguente distensione. 
Le descrizioni di Reich circa la sessualità femminile sono inizialmente del tutto assenti, forse per influenza freudiana. In altra sede Reich invece afferma che la sessualità della donna non differisce da quella maschile. L'intero libro è ricco di riferimenti alla sessualità ed all'orgasmo femminile con numerosi esempi clinici.
La funzione basilare di ogni essere vivente fu ritenuta essere quella orgastica. Reich contestava la funzione riproduttiva generalmente attribuita all'orgasmo dalla biologia, sostituendola con una valenza energetica che si tradurrebbe nei dualismi tensione/erezione e scarica/eiaculazione. Reich ritenne che la scarica di energia sessuale fosse una necessità improcrastinabile al fine di preservare le funzioni biologiche dell'organismo. In particolare egli attribuiva le nevrosi e le conseguenze fisiche ed energetiche delle stesse all'insoddisfazione orgastica e cioè al fatto che l'energia in eccesso non fosse scaricata completamente. I traumi psicologici affliggerebbero sia il corpo, sia le funzioni orgastiche e Reich, a differenza delle teorie della psicologia a lui contemporanea su quelle che venivano definite psicopatologie, le considerava piuttosto il risultato di traumi vissuti dall'individuo nei casi in cui le imposizioni culturali ed educative fossero volte a reprimere la necessità di una scarica totale dell'energia in eccesso attraverso l'orgasmo.
Fin dalle prime ricerche Reich sostenne che la maggior parte delle nevrosi mostravano una particolare struttura stratificata e sviluppò in seguito l'idea che questi "strati" potessero avere una vera e propria connotazione fisica e ostacolassero il naturale fluire dell'energia nell'organismo, alterando così il meccanismo naturale di carica/tensione e scarica/distensione. Le stratificazioni non necessariamente ostacolerebbero le funzioni genitali, ma porterebbero progressivamente all'impotenza sessuale, con la conseguente incapacità di liberare completamente l'energia in eccesso e di raggiungere una distensione completa, pur mantenendo la capacità di ottenere l'orgasmo fisico.

#### La corazza emozionale e muscolare
Con il termine di "corazza", si indica l'ancoraggio bio-psicologico della repressione emozionale, o più semplicemente, come indica il termine stesso, lo scudo sia fisico che mentale dietro il quale la personalità (da "persona", maschera) si nasconde per proteggere l'individuo.
La corazza ha la tendenza a "fossilizzarsi" e a non evolversi seguendo lo sviluppo dell'individuo durante il corso della propria vita.
È in questa fase che la corazza cessa di svolgere il suo ruolo primario di difesa e si trasforma in una mera "zavorra" che limita la libertà e la felicità dell'individuo. L'equilibrio psichico garantito dalla corazza ha quindi un prezzo; in cambio ci protegge da quei traumi che non siamo riusciti a rimuovere (altra differenza con Freud) e riduce l'ansia e la paura apparente. In verità una corazza molto sviluppata nasconde una profonda insicurezza interiore ed una forte sfiducia nell'ambiente esterno, percepito come ostile e pericoloso.

#### Costruzione della corazza
Esattamente come Freud (ed in accordo con le moderne teorie sulla plasticità cerebrale) Reich ritiene che la corazza inizi a formarsi già nella prima infanzia, come risposta del bambino ai limiti che gli vengono posti.
A differenza delle successive teorie comportamentali, per Reich questo adattamento non è superficiale ma profondo. (cfr. formazione del cosiddetto Bambino libero e del cosiddetto Bambino adattato in Analisi transazionale). Secondo Reich, essendo la corazza un'utile "barriera al dolore", il suo sviluppo è tendenzialmente legato alla quantità di sofferenza prolungata cui è esposto il fanciullo (flusso).
L'intensità del dolore invece può produrre più facilmente un trauma specifico ed una sua conseguente rimozione: quando questa intensità non è sufficientemente elevata, ma ha tuttavia carattere di continuità, ecco che nasce l'esigenza di proteggersi con una "struttura duratura" e non temporanea, in quanto la nostra psiche si attende che il dolore ritorni di continuo e non sia sufficiente eliminarlo "una volta soltanto".
Quando il dolore si allontana, però, resta la corazza, a perenne memoria. A livello fisico le parti (muscolatura e sistema osseo) coinvolti sono soprattutto il torace e il diaframma (sede della respirazione), il collo e le spalle, la colonna vertebrale (ed in particolare la zona anale e la pelvica).

#### Eliminazione della corazza
Anche se la corazza è una struttura psicofisica che tende a consolidarsi nel tempo, secondo molti è possibile almeno ridurre alcuni dei limiti che ci pone nella quotidianità.
Gli psicoterapeuti che si fondano sugli studi di Reich sono anche convinti assertori delle malattie psicosomatiche e ritengono che così come un dolore psichico può indebolire le difese immunitarie facendo ammalare il corpo, si possa percorrere il percorso opposto, mantenendo "sano" il corpo; in fin dei conti già gli antichi dicevano "mens sana in corpore sano".
All'epoca di Reich gli effetti benefici dello sport erano poco noti e si preferiva sottoporre i pazienti in terapia a massaggi stimolanti o rilassanti a seconda del problema psicologico. Alcune tecniche di rilassamento e respirazione hanno aspetti in comune con l'autoipnosi di matrice Freudiana.
Ad una forma di rilassamento fisico deve associarsi, secondo Reich, una forma di "liberazione mentale" mediante il rilascio a livello cerebrale di endorfine. All'epoca il sistema più noto (e semplice) per produrre le endorfine era l'orgasmo: qui si fonda, a torto o a ragione, l'importanza che Reich dava all'orgasmo e di conseguenza alla "liberazione dei costumi sessuali" al fine di rendere l'uomo più libero e consapevole della propria sessualità e dei legami tra una "sessualità repressa" e l'insorgere di patologie psicofisiche.

### L'orgone

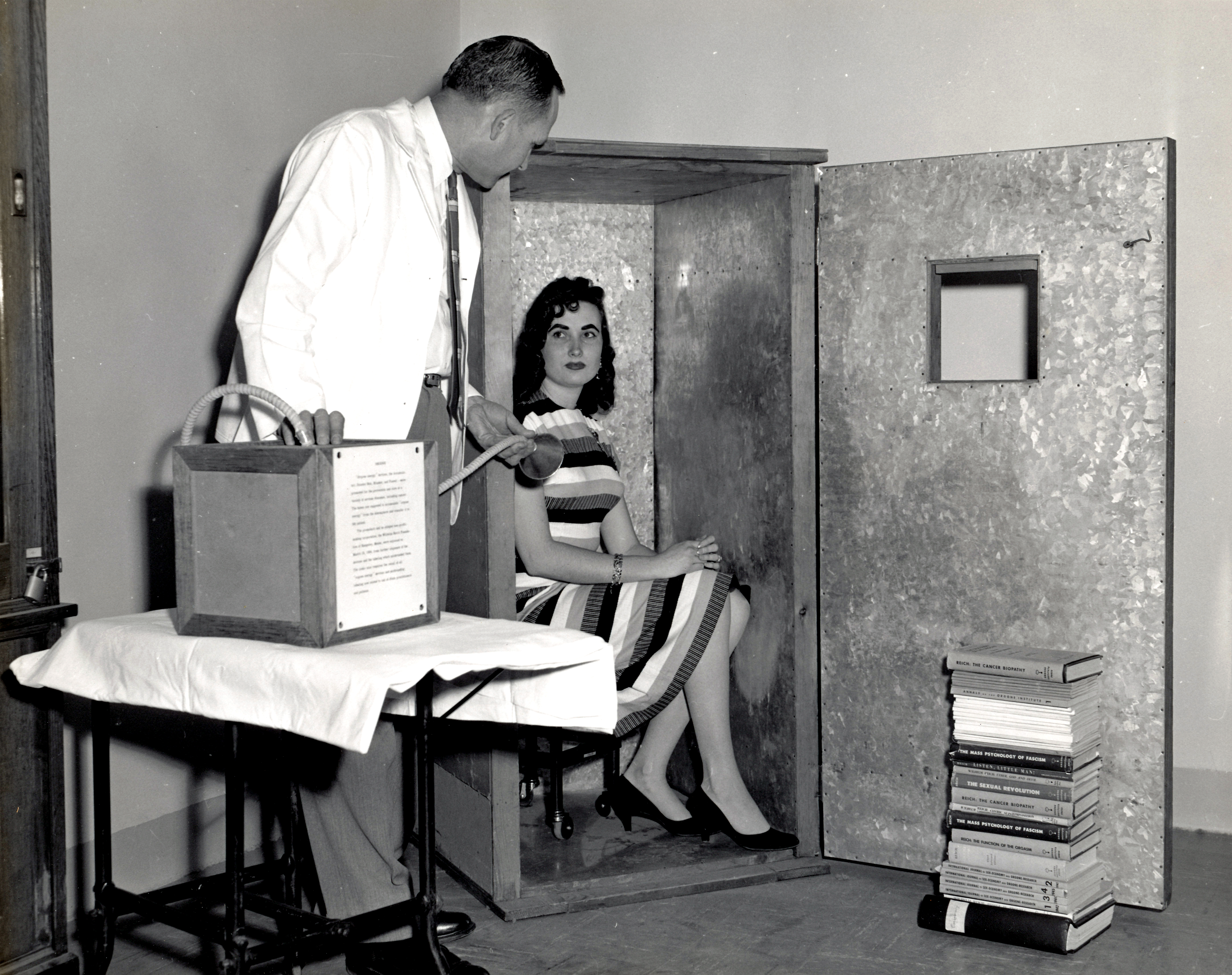
Reich e l'accumulatore orgonico (1950 circa)

Nel 1942 ipotizzò che le malattie psichiche avessero un'eziologia "energetica" e che a questa energia (l'orgone) fossero collegati la sessualità e l'orgasmo.
Reich ipotizzò inoltre che esistesse un dualismo tra materia ed energia e concepì l'orgone come un'energia basilare che avrebbe permeato l'universo: di conseguenza ritenne la sua teoria funzionalmente applicabile anche ad altri ambiti oltre che a quello psicologico, quali ad esempio la meteorologia e l'astronomia. Ritenne inoltre che le teorie da lui formulate fornissero una risposta logica a importanti quesiti, quali una definizione scientifica della vita che permettesse di distinguere nettamente tra "animato" e "inanimato".
Reich considerò inoltre l'insorgere del cancro come la controparte fisica di una biopatia (ovvero una patologia energetica), da ricercarsi nel ristagno dell'energia orgonica in eccesso.
In base alle caratteristiche individuate per l'energia orgonica, Reich ritenne di aver individuato analogie funzionali con una serie di fenomeni naturali, quali le aurore boreali, gli uragani, il moto e la forma dei corpi celesti, e in particolare la forma delle galassie e la forza di gravità. Alcuni fenomeni naturali macroscopici sarebbero il risultato di semplici superimposizioni di flussi di orgone.
Reich intraprese una vasta ricerca con lo scopo di dimostrare le potenzialità della sua scoperta e cercando di produrre riscontri pratici. Vennero condotti numerosi esperimenti nei quali venivano utilizzate apparecchiature appositamente inventate sulla base dei principi che Reich riteneva di aver individuato fino a quel momento. Avrebbe realizzato degli "accumulatori di orgone" (detti "ORAC", acronimo per "orgone accumulators") con i quali si proponeva di curare malattie come tumori e un altro dispositivo, che chiamò cloud buster (letteralmente "acchiappanuvole"). Questo si sarebbe basato sul principio secondo cui piccoli potenziali di orgone verrebbero attratti verso grandi potenziali. Il dispositivo sarebbe stato “alimentato” tramite un flusso di acqua corrente quale un torrente, che possiederebbe un grande potenziale di orgone: tramite esso Reich riteneva fosse possibile creare un flusso di orgone direzionato che, incrociato con quello naturale atmosferico, avrebbe potuto produrre o dissolvere le nuvole.
Tra il 1947 e il 1951 Reich condusse l'"esperimento ORANUR", che riguardava lo stato di "ipereccitazione" a cui sarebbe stata sottoposta la presunta "energia orgonica" se a contatto con materiali radioattivi (energia nucleare). L'effetto dell'esperimento fu diverso da quello che Reich si aspettava e lo portò ad ipotizzare l'esistenza dell'"orgone negativo" o "DOR" (acronimo di "deathly orgone", ovvero "orgone mortale"). Dopo la presunta scoperta del DOR Reich attivò diverse serie di operazioni pensando di poter debellare la siccità utilizzando i macchinari da lui inventati.

### Reich, le masse e il movimento per la liberazione sessuale
(da Psicologia di massa del fascismo)
Reich visse all'inizio del XX secolo in una Europa continentale contadina e borghese, almeno trent'anni prima del movimento del Sessantotto, quando per la prima volta nel mondo viene messa in dubbio l'etica sessuale in vigore nel mondo occidentale. Reich si affiancò al filone, ispirato anche da Freud e dalla sua teoria sui tabù, che spingeva al riconoscimento di una libertà sessuale primitiva di molti popoli "non civilizzati" in altre parti del pianeta; questa sessualità è vista come la sessualità naturale, priva di timori e falsa pudicizia. È proprio per le sue teorie sulla sessualità ed i suoi appelli pubblici per la liberazione dei costumi che Reich è passato alla storia, considerato unanimemente il "profeta" della "rivoluzione sessuale" che scosse l'Europa tra gli anni sessanta e gli anni settanta.
Reich tende a identificare la salute psichica con la liberazione della sessualità;
poiché la nevrosi è un fenomeno di massa, la soluzione non può essere individuale (le cure psicanalitiche, lunghe e costose), ma deve consistere nella prevenzione sociale tramite misure politiche.
Reich riesce così a coniugare Marx e Freud, accusando la classe dominante di mantenere l'ordine sociale (e con esso la propria supremazia) reprimendo il libero manifestarsi dell'energia sessuale.
La morale sessuale dominante nella società e nella famiglia si esplica in sostanza, tramite una struttura psichica che reprime le pulsioni sessuali, generando nevrosi e infelicità. con un'educazione dolce e severa la famiglia instaura una dipendenza emotiva che incentiva la permanenza nelle mura di casa e ostacola l'allontanamento dei figli, e la piena capacità di lotta inizialmente verso l'autorità paterna, e in un secondo momento lotta di classe verso l'ordine costituito.
Reich ha in questo profondamente influenzato studiosi come Fromm e Marcuse.

#### Sadismo e fascismo
Reich distingueva nettamente la sessualità sana e naturale, da quella perversa (nel senso freudiano di perversione) e pornografica. L’uomo nevrotico, quando non è impotente, vive una sessualità distorta, di tipo sadico o narcisistico, che provoca la ripugnanza delle donne. La sessualità genitale-orgastica promossa da Reich consiste nell’ “abbraccio amoroso”, non è né un atto di evacuazione accompagnato da disgusto, né una dimostrazione di conquista.
Egli riteneva che per effetto della repressione, la liberazione sessuale, se attuata senza responsabilità, avrebbe causato un'eccessiva fuoriuscita di energia e quindi una sessualità eccessiva e non appagante, o una di tipo sadico-pornografico, come conseguenza diretta della chiusura precedente e valvola di sfogo, al posto di una sessualità erotico-libertaria; non per questo però la repressione deve continuare, anzi va lentamente sostituita, senza proibizioni, da una sessualità sana e libera.
Da ciò deriverebbe anche il fascismo stesso: 
(La psicologia di massa del fascismo, Prefazione alla III edizione del 1932)
Questi studi degli anni '30 sull'autoritarismo e il totalitarismo come patologie psichiche di massa, assieme a quelli di Erich Fromm, influenzeranno anche la nozione di personalità autoritaria descritta da Theodor Adorno e dalla scuola di Francoforte per la prima volta nel 1950.

#### La "peste emozionale"
Reich sostenne che i movimenti di masse alienate, inneggianti alla guerra, al razzismo, al linciaggio e alla crudeltà, sono vittime della cosiddetta "peste emozionale" (su cui scriveranno anche Marcuse, Fromm, Hannah Arendt e Albert Camus). Questo concetto è relativo sia al concetto di psicologia delle masse di Freud, sia con la nozione di alienazione di Marx.
Vi sono alcuni feticci che conducono alla "piaga", quali il nazionalismo, il patriottismo esasperato, la tradizione, il patriarcato, l'autoritarismo, il familismo, la religione, l'obbedienza e le gerarchie, tutti processi di disumanizzazione in cui gli individui vengono trasformati in una massa meccanizzata, ad opera delle classi dirigenti "psicopatiche" della società.

## Reich e il comunismo
Wilhelm Reich è considerato anche il fondatore della corrente politico-sociologica del "freudo-marxismo", specie con la sua opera Materialismo dialettico e psicoanalisi. Già precedentemente altri analisti, come Sigfrid Bernfeld, avevano tentato di accostare le concezioni marxiane a quelle psicoanalitiche ma il saggio di Reich rappresenta una sorta di spartiacque tra una psicoanalisi intesa come esclusivo lavoro terapeutico sul singolo e una psicoanalisi che invece considera le masse popolari, quindi la società, come terreno di azione in cui innestare le istanze di liberazione rivoluzionaria coadiuvati dalla conoscenza della psicologia di massa.
Reich si iscrisse nel 1927 al Partito Comunista d'Austria, tentando la prima coniugazione tra marxismo e psicoanalisi, a cui lo stesso Freud, critico su alcuni aspetti del marxismo, si opporrà.

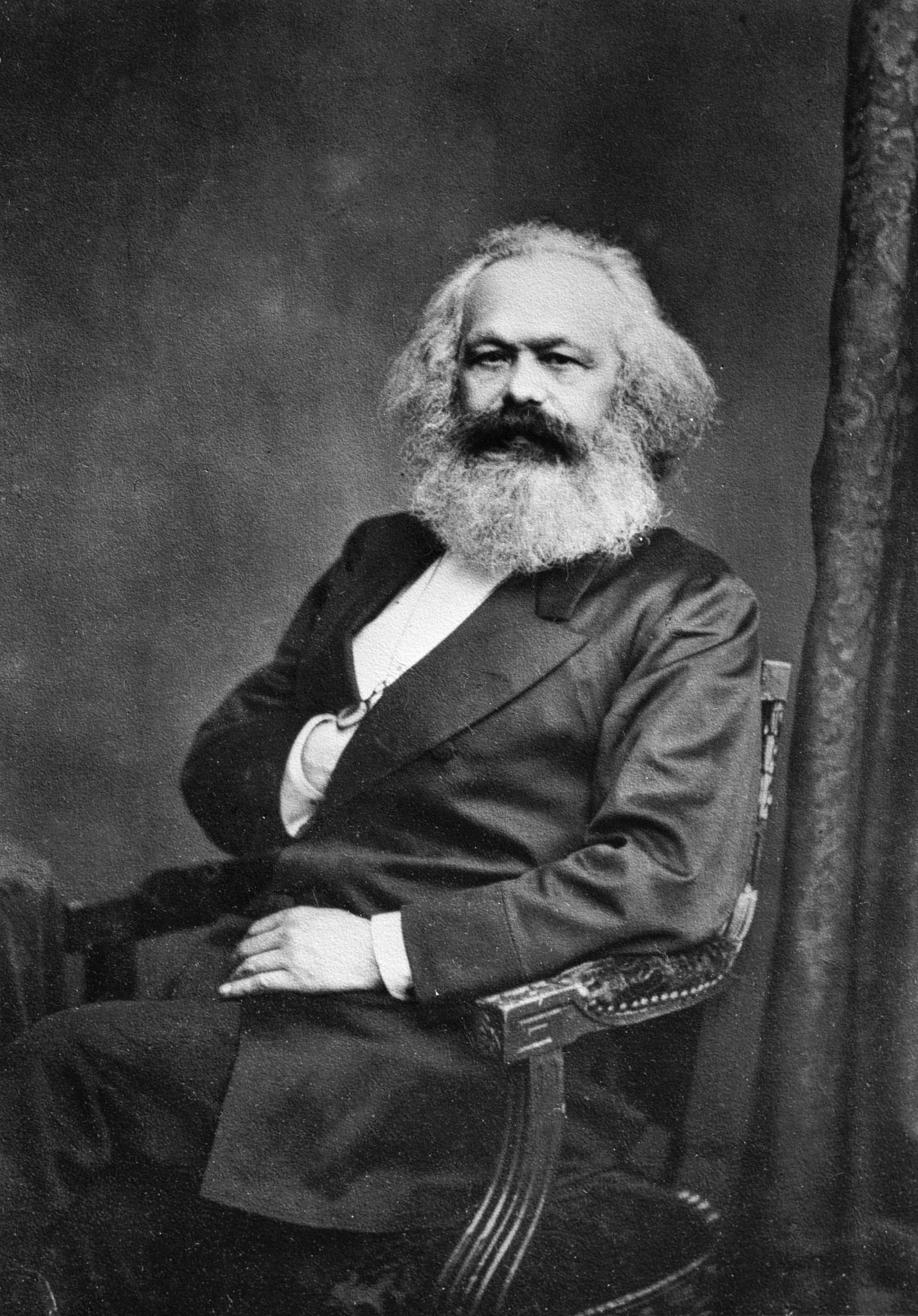
Karl Marx

La militanza nel partito consente a Reich di scoprire quella che avrebbe definito in seguito come la "materia sessuale di massa": ad esempio l'assenza di una sessualità sana e soddisfacente conduceva alla nevrosi di origine sessuale ed alle angosce adolescenziali, frutto anche della scarsa informazione in materia. Chi pagava maggiormente per questi limiti posti dalla società attraverso i suoi tabù erano le classi meno abbienti e istruite, quelle che subivano passivamente il potere e non avevano gli strumenti per ribellarsi: il luogo di incontro tra Reich e i suoi pazienti erano i "centri popolari di igiene sessuale", da poco istituiti per consentire al proletariato di accedere a terapie psicologiche altrimenti troppo onerose.
Egli contestò i termini marxisti "borghese" e "proletario" sostituendoli con "reazionario" e "libertario", ammettendo che tali qualifiche sono trasversali alle classi sociali, con una più marcata accentuazione repressiva nelle classi meno abbienti.
In questo periodo da "medico del popolo" Reich trae gli elementi esperienziali per contestare teorie e pratiche terapeutiche freudiane. Su questi argomenti scrive in quegli anni diversi testi tra cui: La funzione dell'orgasmo (1927) e Materialismo dialettico e psicoanalisi (1929).
Reich anche in opere successive come L'irruzione della morale sessuale coercitiva e Psicologia di massa del fascismo fa molti riferimenti antropologici, specie antropologico-culturali e storici.
Del resto la Storia era stata trascurata dallo stesso Freud. È necessario, afferma Reich, considerare la natura, segnatamente la natura umana (su questo concetto le diatribe sono molte, pure in campo marxista) e parimenti l’evoluzione della struttura sociale. La Storia è un flusso dialettico di eventi che riguarda i singoli individui e le masse.
Natura e cultura (Nature-Nurture) debbono essere viste come un sistema in cui le interrelazioni dei suoi elementi causano i fenomeni complessi che caratterizzano lo svolgersi delle società umane nella storia, appunto. Non bisogna cadere, sostiene Reich in più parti della sua opera (precedente il "periodo orgonomico"), in un naturalismo inemendabile. È bene considerare gli eventi individuali e sociali sotto l'ottica storica perché solo così è pensabile una trasformazione sociale che altrimenti sarebbe impossibile dato che ogni fenomeno verrebbe inscritto nel nostro patrimonio genetico, né più né meno dei programmi istintuali delle altre specie viventi.
Quando nel 1930 Reich si trasferisce a Berlino, milita attivamente nel Partito Comunista Tedesco.
Pubblica le opere più importanti negli anni trenta: L'irruzione della morale sessuale coercitiva (1932), La lotta sessuale dei giovani (1932), Analisi del carattere (1933), La psicologia di massa del fascismo (1933) e, infine, La rivoluzione sessuale (1936).
In rotta con il partito fin dal 1932 a causa della sua propaganda anti-stalinista (in passato aveva avuto una corrispondenza epistolare anche con Lev Trotsky) tra i giovani iscritti e per le posizioni propugnate nel saggio La psicologia di massa del fascismo (dove individua nel fascismo "l'espressione politicamente organizzata della struttura caratteriale umana media" in quanto costituisce "l'atteggiamento fondamentale dell'uomo autoritariamente represso dalla civiltà delle macchine"), Reich è anche bandito – nel 1934 – dalla "Società psicoanalitica internazionale", mentre già si trova a vagabondare per l'Europa per sottrarsi al nazismo oramai dilagante.

## Reich e gli alieni
Nei suoi ultimi anni Reich ha narrato in diverse circostanze di quelle che riteneva le sue esperienze con gli extraterrestri.

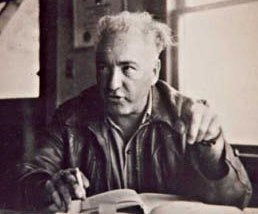
Wilhelm Reich

In particolare in uno dei suoi ultimi libri, Contact With Space, riferisce di un presunto avvistamento con una astronave aliena, che sarebbe avvenuta il 14 dicembre del 1954, nei cieli sopra il deserto dell'Arizona. Egli, puntando il suo Cloud buster in direzione della sfera luminosa o presunto UFO, sarebbe riuscito a respingere gli alieni, ma avrebbe ricevuto di ritorno un'onda di energia che lo colpì arrecandogli danno e non vi mise poco a riprendersi da quella presunta "risposta" offensiva dell'UFO. Da qui la supposizione che il cloud-buster in qualche maniera avesse infastidito l'UFO che aveva interpretato quel gesto come un attacco.
Reich ipotizzò di poter essere egli stesso frutto di un incrocio con gli alieni:
Nel particolare clima culturale e sociale costituitosi negli Stati Uniti degli anni cinquanta, Reich, come molti americani in quegli anni, era stato molto impressionato dalla nuova ondata di avvistamenti di oggetti volanti non identificati. Egli formulò la sua teoria sulla relazione fra orgone e UFO (che egli chiama EA, ossia "energia Alfa") proprio dopo aver letto il best seller di Donald Keyhoe Flying Saucers from Outer Space (1953) e la sua presunta battaglia con gli alieni avvenne solo tre settimane dopo che egli aveva visto La Guerra dei mondi (1953), un film che egli aveva entusiasticamente definito come "un approccio piuttosto realistico all'emergenza planetaria" ("a rather realistic approach to the planetary emergency").
Reich riteneva gli alieni responsabili del processo di desertificazione della Terra ed intenzionati a conquistare il pianeta. Secondo lui, il progetto degli alieni era quello di "disseminare sul nostro pianeta il terribile DOR". Questa adesione all'ufologia (peraltro interesse, nello stesso periodo, anche di altri psicoanalisti non convenzionali, come Carl Gustav Jung), e in particolare ad una variante della cosiddetta teoria del complotto sugli UFO, ha provocato molte critiche alla persona e alle teorie reichiane.

## Influenza culturale
Dalle idee di Reich trasse origine in Italia l'Associazione italiana per l'educazione demografica (AIED), fondata dallo psicologo Luigi de Marchi, convinto reichiano, che è stato a lungo un collaboratore del Partito Radicale e di Radio radicale. De Marchi ha unito la psicologia reichiana al neo-malthusianesimo e alla preoccupazione del sovrappopolazione, nonché la critica ad alcuni aspetti della legge Basaglia e dell'antipsichiatria, sostenendo che la chiusura dei manicomi avrebbe provocato un aumento dei delitti in famiglia (legato ad un altro concetto reichiano, quello dell'autoritarismo famigliare tradizionale): De Marchi propose l'apertura di cliniche psichiatriche apposite, in cui la persona umana venisse rispettata ma curata.
Dall'eredità del suo ultimo e intenso periodo di ricerche orgonomiche sulla prevenzione delle nevrosi e delle biopatie svolta da Reich nell'OIRC, Eva Reich figlia e collaboratrice strettissima di Wilhelm Reich, sviluppò l'approccio della Gentle Bioenergetics, anche definita vegetoterapia orgonomica dolce e la diffuse con l'impegno di tutta una vita in molti continenti. Nel 1995 con la sua collaborazione Silja Wendelstadt (psicologa e analista bioenergetica) fonda a Roma il Centro Studi Eva Reich per la prevenzione primaria delle patologie fisiche, psichiche e relazionali e la promozione della salute di mamma e bambino sin dal concepimento, e diffonde in Italia la metodologia orgonomica della Gentle Bioenergetics.

### Nei media
- W.R. - Misterije organizma, del cineasta belgradese Dušan Makavejev, del 1968, è un omaggio alle teorie dello psicanalista Wilhelm Reich, realizzato con interviste e altro materiale girato durante un viaggio negli Stati Uniti.
- Nel film italiano Conviene far bene l'amore (1975) di Pasquale Festa Campanile, ambientato in un prossimo futuro dove le fonti energetiche scarseggiano, un eccentrico scienziato idea un apparecchio che ricava energia elettrica dai rapporti sessuali, con riferimento alle teorie dell'orgone reichiano.
- Wilhelm Reich e le sue teorie sono citate e utilizzate come base della trama nel romanzo fantastico Il mistero dell'inquisitore Eymerich (1996) dello scrittore italiano Valerio Evangelisti (ambientato in Sardegna, dove lo scrittore immagina essere situati centri di forza orgonica), e in altri dello stesso autore che hanno come protagonista l'inquisitore Nicolas Eymerich.
- La cantante inglese Kate Bush ha scritto una canzone ispirata alla biografia di Wilhelm Reich intitolata Cloudbusting, il secondo singolo tratto dall'album Hounds of Love (1985). Il video del singolo, in cui l'attore Donald Sutherland interpreta la parte di Reich, ebbe grande popolarità e fruttò un premio alla cantante ai Music Video Awards (come migliore interprete femminile).[18]
- Un numero della serie a fumetti The Invisibles (1994-1999) intitolato Karmageddon: Part 1: Tantrika (Vol. 3 numero 8): espone alcuni riferimenti alla teoria dell'orgone e li mette in relazione con alcuni principi del marchese De Sade inerenti alla sessualità e la psiche.
- Le teorie di Reich sono alla base del terzo volume del manga erotico-horror Shanana della giungla (Makyou No Shanana) di Hiroshi Yamamoto, edito in Italia da Ronim Manga nel 2011.
- Parte della vita statunitense di Wilhelm Reich è affrontata nel film The Strange Case of Wilhelm Reich del regista Antonin Svoboda, già documentarista dell'attività di ricerca di Wilhelm Reich.
- La canzone Reichiana di Stefano Rosso, dall'album ...e allora senti cosa fò (1978) riprende alcuni dei temi di Wilhelm Reich.[senza fonte]

## Opere
In Italiano:
- Passioni di gioventù: un'autobiografia 1897-1922 (1919-1925) (tr. Barbara Bergonzi, SugarCo, Milano 1990)
- Conflitti libidici e fantasie deliranti: il «Peer Gynt» di Ibsen (1920) (tr. Ettore Zelioli, SugarCo, Milano 1975 ISBN 88-7198-299-1)
- Il coito e i sessi (1922) (tr. Ettore Zelioli, SugarCo, Milano 1981 ISBN 88-7198-300-9)
- Scritti giovanili volume I (1920-1925) (tr. Ettore Zelioli, SugarCo, Milano 1977 ISBN 88-7198-296-7)
- Scritti giovanili volume II (1920-1925) (tr. Ettore Zelioli, SugarCo, Milano 1977 ISBN 88-7198-297-5)
- Il carattere pulsionale (1925) (tr. Ettore Zelioli, SugarCo, Milano 1982 ISBN 88-7198-302-5)
- Il tic come equivalente della masturbazione (1925) (tr. SugarCo, Milano 1981 ISBN 88-7198-301-7)
- Genitalità (o scritti giovanili vol. n. III) (tr. Giovanna Agabio, SugarCo, Milano 1980 ISBN 88-7198-167-7)
- Analisi del carattere (1933) (tr. Furio Belfiore e Anneliese Wolf, SugarCo, Milano 1973 ISBN 88-7198-209-6)
- Psicologia di massa del fascismo (1933) (tr. Furio Belfiore e Anneliese Wolf, SugarCo, Milano 1971; Mondadori, Milano 1974 ISBN 88-06-16376-0 ISBN 88-7198-148-0); Einaudi, settembre 2002 (ultima ristampa settembre 2009);
- Cos'è la coscienza di classe (1933) ( a cura di Cristina Giansiracusa, Milano 1979 Collettivo editoriale 10/16)
- La rivoluzione sessuale (1930-1934), tr. Vittorio Di Giuro, Feltrinelli, Milano 1963 ISBN 88-07-80440-9 (trad. Enrica Albites-Coen e Roberto Massari, Emme emme, Roma, 1992 ISBN 88-85378-35-8)
- L'irruzione della morale sessuale coercitiva (1934-1935) (tr. Maria Luraschi, SugarCo, Milano 1972 ISBN 88-7198-228-2)
- Sessualità e angoscia: un'indagine bioelettrica (1935-1936) (tr. SugarCo, Milano 1983 ISBN 88-7198-213-4)
- Esperimenti bionici sull'origine della vita (1936) (tr. Giovanna Agabio, SugarCo, Milano 1981 ISBN 88-7198-176-6)
- La scoperta dell'orgone, volume n. I - La funzione dell'orgasmo (1942) (tr. Furio Belfiore, SugarCo, Milano 1975 ISBN 88-515-2222-7)
- La scoperta dell'orgone, volume n. II - La biopatia del cancro (1948) (tr. Adriano Caiani, SugarCo, Milano 1976 ISBN 88-7198-317-3)
- Ascolta, piccolo uomo (1948) (tr. Maria Luraschi, SugarCo, Milano 1973 ISBN 88-7198-298-3)
- Etere, Dio e diavolo (1949) (tr. Maria Luraschi e Maria Agrati, SugarCo, Milano 1974 ISBN 88-7198-287-8)
- Bambini del futuro: sulla prevenzione delle patologie sessuali (1950) (tr. Annelise Wolf e Sibilla Belfiore, SugarCo, Milano 1987 ISBN 88-7198-286-X)
- L'assassinio di Cristo: la peste emozionale dell'umanità (1951) (tr. Marco Amante, SugarCo, Milano 1972 ISBN 88-7198-107-3)
- Superimposizione cosmica (1951) (tr. Maria Gallone e Maria Luraschi, SugarCo, Milano 1975 ISBN 88-7198-219-3)
- Reich parla di Freud (1952) (a cura di Mary Higgins e Chester M. Raphael, tr. Furio Belfiore e Anneliese Wolf, SugarCo, Milano 1970 ISBN 88-7198-194-4)
- Individuo e Stato (1953) (tr. Alberto Tessore e Silvana Ziviani, SugarCo, Milano 1978 ISBN 88-7198-232-0)
- La teoria dell'orgasmo e altri scritti (tr. Luigi De Marchi e Mary Boyd Higgins, Lerici, Milano 1961; tr. Furio Belfiore, SugarCo, Milano 1969)
- La lotta sessuale dei giovani (tr. Nicola Paoli, Samonà e Savelli, Roma 1972)

In tedesco:
- Der triebhafte Charakter: eine psychoanalytische Studie zur Pathologie des Ich, 1925
- Die Funktion des Orgasmus: zur Psychopathologie und zur Soziologie des Geschlechtslebens, 1927
- Über den Oedipuskomplex: drei psychoanalytische Studien, con Felix Boehm e Otto Fenichel, 1931
- Charakteranalyse: Technik und Grundlagen für studierende und praktizierende Analytiker, 1933
- Massenpsychologie des Faschismus, 1933
- Die Sexualität im Kulturkampf, 1936
- Dialektischer Materialismus und Psychoanalyse, 1929
- Der Einbruch der Sexualmoral, 1932
- Die Bione, 1938

In inglese
- American Odyssey: Letters and Journals 1940-1947
- Beyond Psychology: Letters and Journals 1934-1939
- The Bioelectrical Investigation of Sexuality and Anxiety
- The Bion Experiments: On the Origins of Life
- Function of the Orgasm (Discovery of the Orgone, Vol.1)
- The Cancer Biopathy (Discovery of the Orgone, Vol.2)
- Character Analysis - Analisi del carattere (1933)
- Children of the Future: On the Prevention of Sexual Pathology
- The Oranur Experiment, First Report (1947-1951)
- Contact With Space: Oranur Second Report, 1951-56, Core Pilot Press, 1957
- Cosmic Superimposition: Man's Orgonotic Roots in Nature
- Early Writings
- Ether, God and Devil (1951)
- Genitality in the Theory and Therapy of Neuroses
- The Invasion of Compulsory Sex-Morality - L'irruzione della morale sessuale coercitiva (1932)
- Listen, Little Man! - La lotta sessuale dei giovani (1932)
- The Mass Psychology of Fascism (1946), versione inglese ampliata e rivisitata - La psicologia di massa del fascismo
- The Murder of Christ (Emotional Plague of Mankind, Vol.2)
- The Oranur Experiment
- The Orgone Energy Accumulator, Its Scientific and Medical Use
- Passion of Youth: An Autobiography, 1897-1922
- People in Trouble: Emotional Plague of Mankind, Vol.1)
- Record of a Friendship: The Correspondence of Wilhelm Reich and A.S. Neill (1936-1957)
- Reich Speaks of Freud
- Selected Writings: An Introduction to Orgonomy
- The Sexual Revolution - La rivoluzione sessuale (1936)